# Narva-Jõesuu
Narva-Jõesuu er en by i landskabet Virland i det nordøstlige Estland. Byen ligger ved den russiske grænse, hvor floden Narva, som danner grænsen mellem Estland og Rusland, løber ud i Narvabugten, der er en del af Den Finske Bugt. Byen har et indbyggertal på 2.622 (2024) indbyggere og er hovedby i Narva-Jõessu kommune.